# Maizières (Calvados)
Maizières é uma comuna francesa na região administrativa da Normandia, no departamento Calvados. Estende-se por uma área de 7,16 km². Em 2010 a comuna tinha 450 habitantes (densidade: 62,8 hab./km²).